# Episodi de I giorni di Bryan (terza stagione)
La terza stagione della serie televisiva I giorni di Bryan è andata in onda negli Stati Uniti dal 13 settembre 1967 al 27 marzo 1968 sulla NBC.
| nº | Titolo originale                                  | Prima TV USA      | Titolo italiano | Prima TV Italia |
| -- | ------------------------------------------------- | ----------------- | --------------- | --------------- |
| 1  | Who's Che Guevara?                                | 13 settembre 1967 |                 |                 |
| 2  | The Inhuman Predicament                           | 20 settembre 1967 |                 |                 |
| 3  | Three Passengers for the Lusitania                | 27 settembre 1967 |                 |                 |
| 4  | The Frozen Image                                  | 4 ottobre 1967    |                 |                 |
| 5  | Trip to the Far Side                              | 11 ottobre 1967   |                 |                 |
| 6  | The Company of Scoundrels                         | 18 ottobre 1967   |                 |                 |
| 7  | At the End of the Rainbow There's Another Rainbow | 25 ottobre 1967   |                 |                 |
| 8  | Down with Willy Hatch                             | 30 ottobre 1967   |                 |                 |
| 9  | The Naked Half Truth                              | 6 novembre 1967   |                 |                 |
| 10 | Tell It Like It Is                                | 13 novembre 1967  |                 |                 |
| 11 | Cry Hard, Cry Fast (1)                            | 20 novembre 1967  |                 |                 |
| 12 | Cry Hard, Cry Fast (2)                            | 27 novembre 1967  |                 |                 |
| 13 | The Mustafa Embrace                               | 1º dicembre 1967  |                 |                 |
| 14 | It Could Only Happen in Rome                      | 15 dicembre 1967  |                 |                 |
| 15 | Fly by Night                                      | 22 dicembre 1967  |                 |                 |
| 16 | A Dangerous Proposal                              | 3 gennaio 1968    |                 |                 |
| 17 | One Bad Turn                                      | 10 gennaio 1968   |                 |                 |
| 18 | The Rape of Lucrece                               | 17 gennaio 1968   |                 |                 |
| 19 | The Killing Scene                                 | 1º febbraio 1968  |                 |                 |
| 20 | Saro-Jane, You Never Whispered Again              | 8 febbraio 1968   |                 |                 |
| 21 | Strategy of Terror                                | 15 febbraio 1968  |                 |                 |
| 22 | The Dead on Furlough                              | 22 febbraio 1968  |                 |                 |
| 23 | Beware My Love                                    | 2 marzo 1968      |                 |                 |
| 24 | Carol                                             | 9 marzo 1968      |                 |                 |
| 25 | Life Among the Meat Eaters                        | 16 marzo 1968     |                 |                 |
| 26 | The Exchange                                      | 27 marzo 1968     |                 |                 |

## Who's Che Guevara?
- Prima televisiva: 13 settembre 1967
- Diretto da: Michael Ritchie
- Scritto da: Robert Foster, Philip DeGuere

### Trama
- Guest star: Abel Franco (Fernando), Tony Giorgio (Castro), Nico Minardos (Bob), Alex Montoya (Pepe), Victor Millan (Felipe), Rita Moreno (Anita)

## The Inhuman Predicament
- Prima televisiva: 20 settembre 1967

### Trama
- Guest star: Fernando Lamas (Ramon de Vega), Vera Miles (Rachel Pike), Katherine Justice (principessa Ingrid), Kurt Kasznar (Driscoll)

## Three Passengers for the Lusitania
- Prima televisiva: 27 settembre 1967

### Trama
- Guest star: Luis de Córdova (capitano Garcia), David Lewis (Miller), Cliff Potts (Lee), Murray MacLeod (Bud Ellis)

## The Frozen Image
- Prima televisiva: 4 ottobre 1967
- Scritto da: Mel Tormé

### Trama
- Guest star: Mel Tormé (Jamey Burke), Sandra Smith (Diana Burke), Nicholas Colasanto (Jake Wexler), Michael Cole (Chico)

## Trip to the Far Side
- Prima televisiva: 11 ottobre 1967

### Trama
- Guest star: Geoffrey Horne (Neil Scofield), Don Knight (Tim O'Rourke), Bruce Dern (Alex Ryder), Ralph Bellamy (Cal Phillips), Marianna Hill (Valerie Phillips)

## The Company of Scoundrels
- Prima televisiva: 18 ottobre 1967
- Diretto da: Michael Ritchie

### Trama
- Guest star: Robert Yuro (Tony Cupid), Bob Kaliban (Arthur Cort), Ford Rainey (generale Andrew Douglas), Len Wayland (tenente Omar Blix), Dean Heren (Ames Farley), Lou Frizzell (addetto al distributore di benzina), Kermit Murdock (senatore Strohm), Pat Hingle (Frederick Huffschmidt)

## At the End of the Rainbow There's Another Rainbow
- Prima televisiva: 25 ottobre 1967

### Trama
- Guest star: Jeff Corey (Fred Morrissey), Fabian Dean (capitano), Anne Helm (Molly Pierce), Bart Burns (John Hollander), Arch Whiting (Embassy Aide), Bruce Dern (Alex Ryder)

## Down with Willy Hatch
- Prima televisiva: 30 ottobre 1967

### Trama
- Guest star: Mary Jo Kennedy (Mary Jo Potter), Clarke Gordon (Darrell Decker), Don Rickles (Willy Hatch), James Anderson (Roy Potter), Robert Donner (sceriffo Hinkleman)

## The Naked Half Truth
- Prima televisiva: 6 novembre 1967

### Trama
- Guest star: Frank Puglia (Ignacio Romero), Letitia Roman (Susanne), Joe De Santis (Eduardo Alonzo), Fernando Lamas (Ramon de Vega), Edward Andrews (Andrew Dawson)

## Tell It Like It Is
- Prima televisiva: 13 novembre 1967

### Trama
- Guest star: Lenore Kingston (Arlene Wilenski), Quinn Redeker (dottor Ed Gilray), James Daly (Jerry Haines), Joan Huntington (Jennifer), Michael Strong (tenente Decker), Franchot Tone (giudice Taliaferro Wilson)

## Cry Hard, Cry Fast (1)
- Prima televisiva: 20 novembre 1967

### Trama
- Guest star: Jack Albertson (Harry Krissel), Susan Clark (Kathryn Aller), James Farentino (Frank Frazier), Charles Aidman (Hal Andre), Robyn Millan (Suzie Schell), Joan Van Ark (Donna Hayward), Diana Muldaur (dottor Jean Winters)

## Cry Hard, Cry Fast (2)
- Prima televisiva: 27 novembre 1967

### Trama
- Guest star: Jack Albertson (Harry Krissel), Susan Clark (Kathryn Aller), James Farentino (Frank Frazier), Charles Aidman (Hal Andre), Robyn Millan (Suzie Schell), Joan Van Ark (Donna Hayward), Diana Muldaur (dottor Jean Winters)

## The Mustafa Embrace
- Prima televisiva: 1º dicembre 1967

### Trama
- Guest star: Stanley Waxman (Jamal Mustafa), William Sargent (Hank Rodgers), Edmund Hashim (Ahmed Mustafa), Katherine Crawford (Lucia Van Vorst)

## It Could Only Happen in Rome
- Prima televisiva: 15 dicembre 1967

### Trama
- Guest star: Robert Brown (D. T. Randall), Tisha Sterling (Tia), Renzo Cesana (Luigi)

## Fly by Night
- Prima televisiva: 22 dicembre 1967

### Trama
- Guest star: Don Stroud (Jim Hammack), Bruce Glover (Tweed Murcott), Andrew Duggan (James Seaborne), Jason Evers (Garrett Hamilton), Richard McMurray (Ralph Phillips), Felicia Farr (Alita Greenley)

## A Dangerous Proposal
- Prima televisiva: 3 gennaio 1968

### Trama
- Guest star: Marino Masè (Luis Reyes), Carlos Romero (tenente Ortiz), Albert Dekker (Sir Harry Hiller), Mark Lenard (Sebastian Peralta), Marcel Hillaire (Durand), Judy Carne (Gillian Wilmont)

## One Bad Turn
- Prima televisiva: 10 gennaio 1968

### Trama
- Guest star: Walter Brooke (Richard Phillips), Strother Martin (Holly Amberton), Bert Freed (sceriffo Parsons), Anne Helm (Molly Pierce), Norman Leavitt (addetto al distributore di benzina), Michael T. Mikler (Link Slocum), Jon Lormer (giudice Wallace Barnes), Warren Oates (vice Potter)

## The Rape of Lucrece
- Prima televisiva: 17 gennaio 1968
- Diretto da: Larry Peerce

### Trama
- Guest star: Donald Foster (giudice), Vincent Van Lynn (Howard Billings), Audrey Totter (Dorothy Young), Julie Harris (Lucrece Lawrence)

## The Killing Scene
- Prima televisiva: 1º febbraio 1968
- Diretto da: Ben Gazzara

### Trama
- Guest star: Dana Elcar (dottor George Graham), Will Geer (giudice Andrews), Tom Skerritt (Lou Patterson), Walter Brooke (Ralph Phillips), William Boyett (detective), Frank Maxwell (detective), Robert Duvall (Richard Fletcher)

## Saro-Jane, You Never Whispered Again
- Prima televisiva: 8 febbraio 1968

### Trama
- Guest star: Cec Linder (Warren Windom), Austin Willis (Myles Prentice), Michael Bell (George Travis), Bobo Lewis (zia Turkey), Richard Van Vleet (poliziotto), Floyd Mutrux (ragazzo), George Murdock (sergente di polizia), Frank Marth (assistente del procuratore distrettuale), Robert F. Simon (giudice), Phil Proctor (Bobo), James Oliver (Freddie), Kenneth O'Brien (Harve Crawley), Barbara Hershey (Sara Jane)

## Strategy of Terror
- Prima televisiva: 15 febbraio 1968

### Trama
- Guest star: Shlomo Bachar (Aram), Nate Esformes (Shlomo), Eric Braeden (David Navan), Ronald Feinberg (Hakim), Ina Balin (Lisa Sorrow)

## The Dead on Furlough
- Prima televisiva: 22 febbraio 1968

### Trama
- Guest star: Yossi Eichenbaum (Yossi)

## Beware My Love
- Prima televisiva: 2 marzo 1968

### Trama
- Guest star: Pat Priest (Susan), Susan Trustman (Barbara Sherwood/Joanne Harley), Anna Lisa (Helga Galen), Michael Evans (Roger Aldington), Grant Woods (Chips Harley), John van Dreelen (Henrik Verbeek)

## Carol
- Prima televisiva: 9 marzo 1968

### Trama
- Guest star: Kim Darby (Carol Sherman), Ron Russell (Tom), Jana Taylor (Mary Kendall), Clark Warren (dottore)

## Life Among the Meat Eaters
- Prima televisiva: 16 marzo 1968

### Trama
- Guest star: Phillip Chapin (Willem), Jacques Bergerac (Alejandro Orsini), Anne Baxter (Mona Morrison), Peter Donat (Burton Wells)

## The Exchange
- Prima televisiva: 27 marzo 1968
- Diretto da: John Llewellyn Moxey

### Trama
- Guest star: David Hurst (Heinrich Kleist), Janice Rule (Alicia Stuyvesant), Lee Bergere (Karl Verner), Stephen McNally (Mike Allen)